# Merveille Papela
Matondo-Merveille Papela (Magonza, 18 gennaio 2001) è un calciatore tedesco, centrocampista del Darmstadt.

## Carriera

### Club
Cresciuto nel settore giovanile del Magonza, esordisce in prima squadra il 3 gennaio 2021, disputando l'incontro di Bundesliga perso per 5-2 contro il Bayern Monaco.

### Nazionale
Ha giocato nelle nazionali giovanili tedesche Under-15, Under-16, Under-17, Under-18 ed Under-20.

## Statistiche

### Presenze e reti nei club
Statistiche aggiornate al 30 aprile 2022.
| Stagione          | Squadra           | Campionato        | Campionato | Campionato | Coppe nazionali | Coppe nazionali | Coppe nazionali | Coppe continentali | Coppe continentali | Coppe continentali | Altre coppe | Altre coppe | Altre coppe | Totale | Totale |
| Stagione          | Squadra           | Comp              | Pres       | Reti       | Comp            | Pres            | Reti            | Comp               | Pres               | Reti               | Comp        | Pres        | Reti        | Pres   | Reti   |
| ----------------- | ----------------- | ----------------- | ---------- | ---------- | --------------- | --------------- | --------------- | ------------------ | ------------------ | ------------------ | ----------- | ----------- | ----------- | ------ | ------ |
| 2020-2021         | Magonza II        | RL                | 33         | 0          |                 | -               | -               |                    | -                  | -                  |             | -           | -           | 33     | 0      |
| 2021-2022         | Magonza II        | RL                | 14         | 3          |                 | -               | -               |                    | -                  | -                  |             | -           | -           | 14     | 3      |
| Totale Magonza II | Totale Magonza II | Totale Magonza II | 47         | 3          |                 | -               | -               |                    | -                  | -                  |             | -           | -           | 47     | 3      |
| gen. 2021         | Magonza           | BL                | 1          | 0          | CG              | -               | -               |                    | -                  | -                  |             | -           | -           | 1      | 0      |
| 2021-2022         | Magonza           | BL                | 5          | 0          | CG              | 1               | 0               |                    | -                  | -                  |             | -           | -           | 6      | 0      |
| Totale Magonza    | Totale Magonza    | Totale Magonza    | 6          | 0          |                 | 1               | 0               |                    | -                  | -                  |             | -           | -           | 7      | 0      |
| Totale carriera   | Totale carriera   | Totale carriera   | 53         | 3          |                 | 1               | 0               |                    | -                  | -                  |             | -           | -           | 54     | 3      |